# Amdewana multiguttata
Amdewana multiguttata är en insektsart som först beskrevs av Hermann Burmeister 1838.  Amdewana multiguttata ingår i släktet Amdewana och familjen lyktstritar. Inga underarter finns listade i Catalogue of Life.